# بدر الدين المقراني
بدر الدين المقراني بلدية جزائرية في ولاية سيدي بلعباس شمال غرب الجزائر.